# Флаг Александро-Невского района
Флаг муниципального образования — Александро-Невский муниципальный район Рязанской области Российской Федерации — опознавательно-правовой знак, составленный и употребляемый в соответствии с российскими и международными вексиллологическими (флаговедческими) правилами, служащий официальным символом муниципального образования — Новодеревенский муниципальный район, единства его территории, населения, прав и самоуправления.
Целями учреждения и использования флага Александро-Невского муниципального района являются: создание зримого символа целостности территории района, единства и взаимодействия населяющих его граждан, территориальной и исторической преемственности; воспитание гражданственности, патриотизма, уважения к исторической памяти, национальным, культурным и духовным традициям жителей города.
Флаг утверждён 22 мая 2006 года решением районной Думы № 132 как флаг Новодеревенского муниципального района и внесён в Государственный геральдический регистр Российской Федерации с присвоением регистрационного номера 2715.
31 июля 2006 года, решением Новодеревенской районной Думы № 135, утверждено положение о флаге муниципального образования — Новодеревенский муниципальный район.
Постановлением Правительства Российской Федерации от 18 июня 2012 года № 592 Новодеревенский район был переименован в Александро-Невский район и 30 января 2013 года, решением Александро-Невской районной думы № 405, данный флаг был утверждён флагом муниципального образования — Александро-Невский муниципальный район.

## Описание
Описание флага, утверждённое 31 июля 2006 года решением Новодеревенской районной Думы Рязанской области № 135, гласило:

Флаг Новодеревенского муниципального района представляет собой прямоугольное полотнище, разделённое в отношении 1:4 вертикальной полосой жёлтого цвета. Полоса примыкает к древку. Отношение ширины флага к его длине равно 2:3. В центре белого полотна изображён герб Новодеревенского муниципального района (в серебряном поле червлёный (красный) щиток, обременённый серебряным шлемом святого благоверного князя Александра Невского, имеющим золотую отделку и такую же кольчужную подкладку; щиток обрамлен венком, состоящим справа из золотых дубовых ветвей, а слева — из золотых хлебных колосьев; венок перевит зелёной лентой. Высота изображения составляет примерно 4/5 ширины полотнища. На жёлтой вертикальной полосе, в верхней трети полосы, в знак административно-территориальной принадлежности района к Рязанской области помещена старинная зелёная княжеская шапка, венчающая голову князя в областном гербе. Шапка оторочена чёрным собольим мехом, над которым укреплено золотое украшение (городок) с красным самоцветным камнем.

В связи с рекомендацией Геральдического совета при Президенте Российской Федерации, решением Новодеревенской районной Думы от 23 июня 2010 года № 226, описание флага было изложено в новой редакции:

Флаг Новодеревенского муниципального района представляет собой прямоугольное полотнище с отношением ширины к длине 2:3, состоящее из двух вертикальных полос: жёлтого (у древка, шириной 1/4 длины полотнища) и белого цвета: вверху жёлтой полосы — старинная зелёная княжеская шапка с чёрной опушкой и жёлтым украшением (городком) с красным самоцветом; в центре белой полосы — фигуры из герба района: белый с жёлтыми деталями шлем святого благоверного князя Александра Невского на красном щитке, окружённом жёлтым венком из дубовых листьев (со стороны древка) и хлебных колосьев, перевитых зелёной лентой.

## Обоснование символики
Красный щиток с изображением белого шлема святого и благоверного князя Александра Невского, изображён в знак того, что районным центром является посёлок Александро-Невский. Цвет щитка воспроизводит цвет орденской ленты ордена Александра Невского.
Дубовые ветви символизируют воинскую доблесть и напоминают о двух реликтовых дубовых рощах, находящихся в районе.
Хлебные колосья символизируют плодородие района и говорят о мирном земледельческом труде, который является основой экономики района.

## См. также

Флаги муниципальных образований Александро-Невского муниципального района
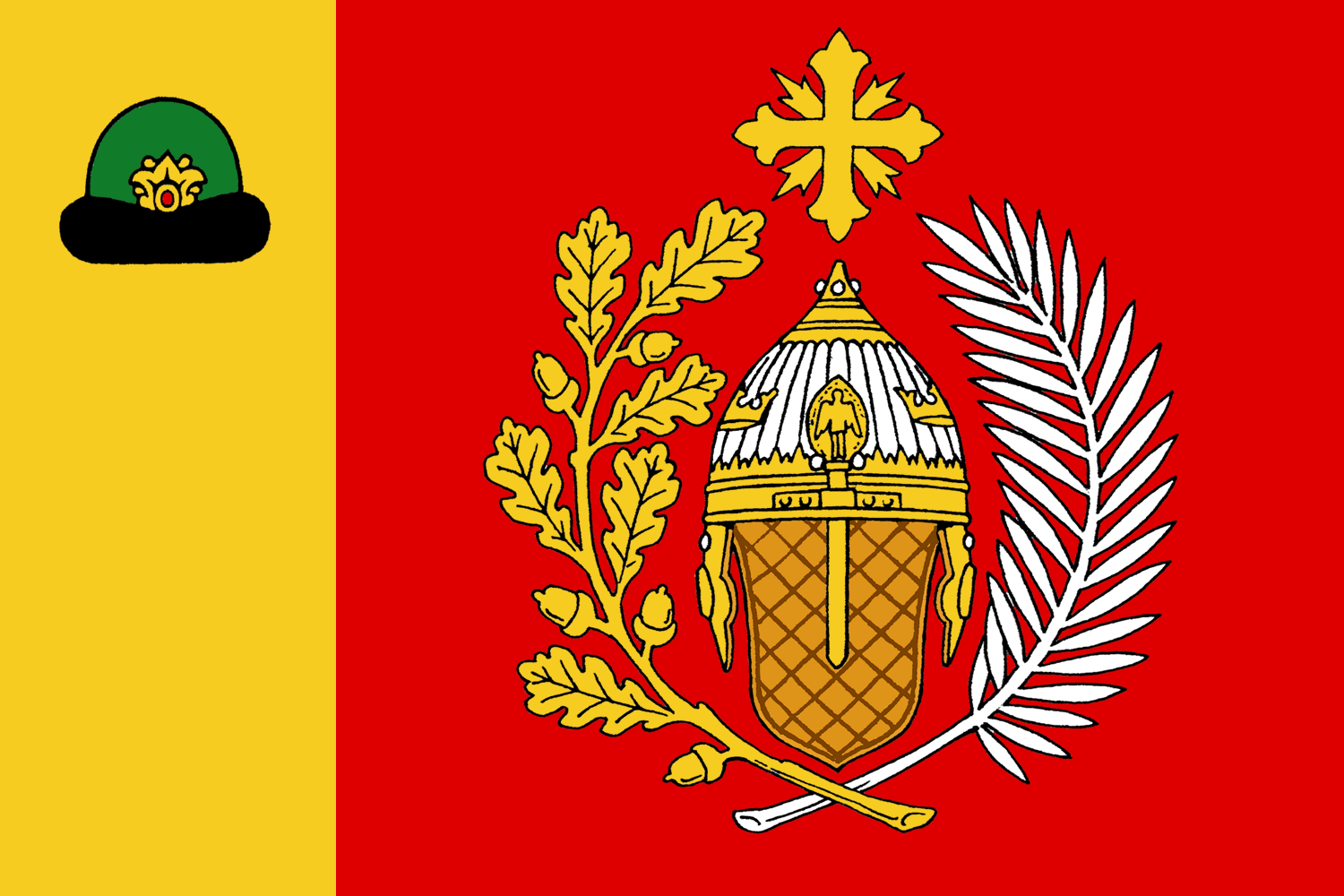
Флаг Александро-Невского городского поселения
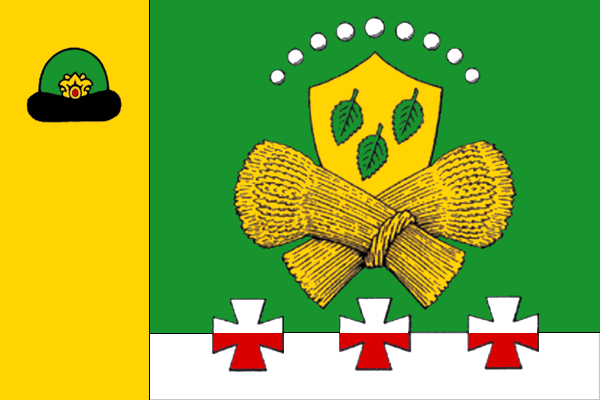
Флаг Благовского сельского поселения
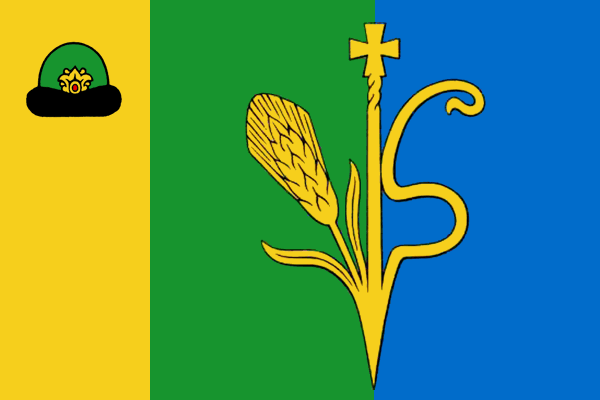
Флаг Борисовского сельского поселения
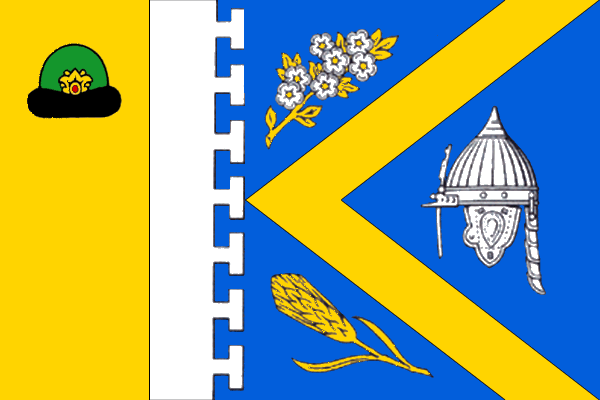
Флаг Каширинского сельского поселения
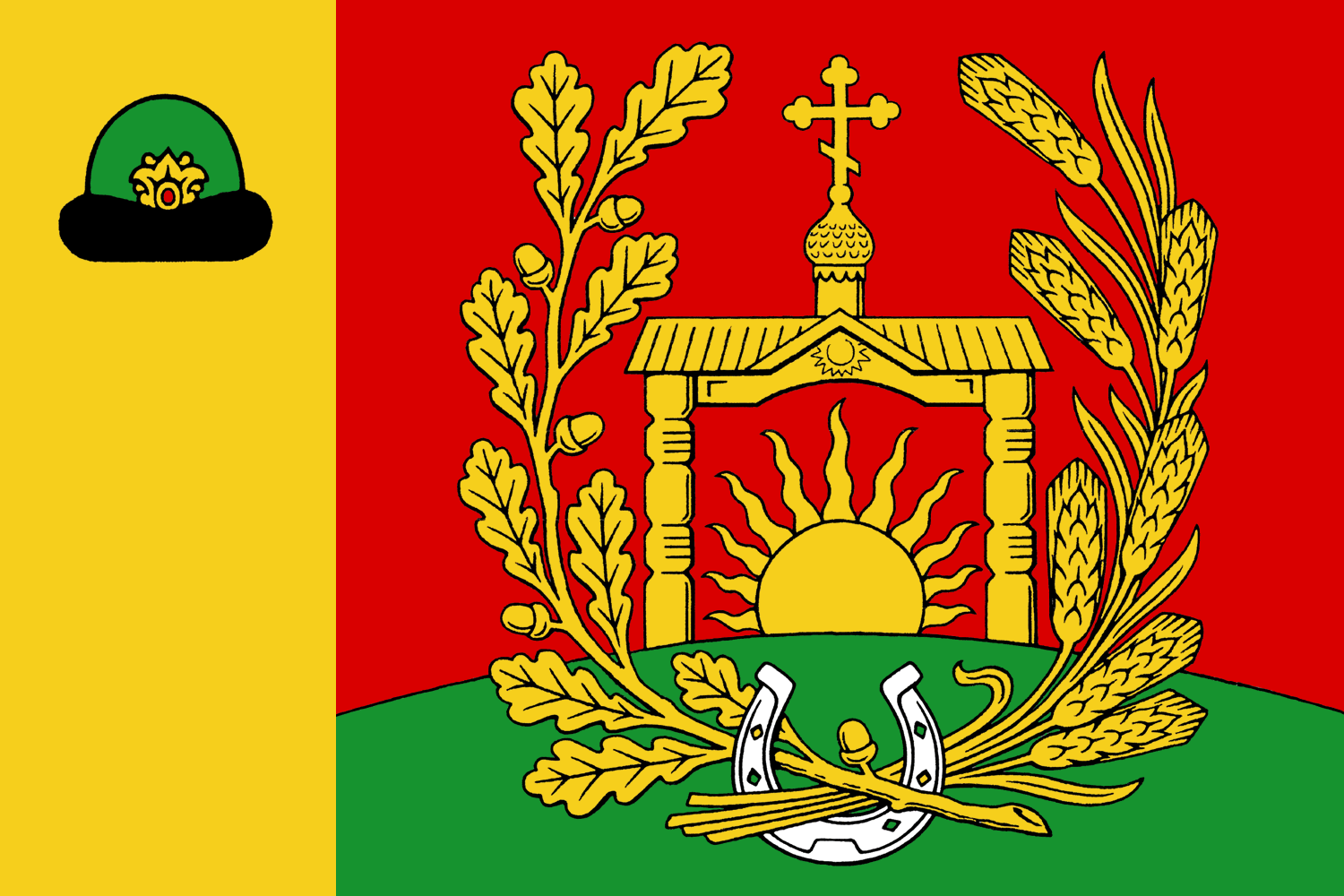
Флаг Нижнеякимецкого сельского поселения
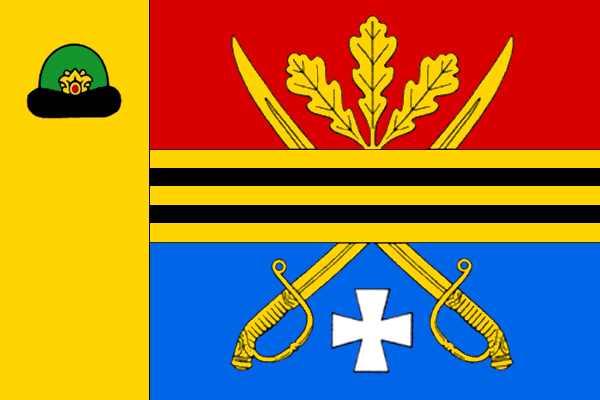
Флаг Просеченского сельского поселения